# Jessica Tuck
Jessica Ines Tuck (Nueva York, 19 de febrero de 1963) es una actriz estadounidense de cine y televisión, reconocida por interpretar a Megan Gordon Harrison en la longeva serie de televisión One Life to Live, a Gillian Gray en Judging Amy y a Nan Flanagan en True Blood.

## Carrera
Tuck debutó en televisión interpretando a Megan Gordon Harrison en la telenovela One Life to Live. Integró el elenco habitual desde 1988 hasta 1992. Repitió el papel en forma de espíritu en 1993, 1999, 2004 y 2012. Tuck fue nominada para un premio Daytime Emmy  como Mejor actriz principal en una serie dramática en 1992 por su papel en One Life to Live, pero perdió el premio frente a su madre en la serie, Erika Slezak.
De 1999 a 2005, Tuck coprotagonizó junto a Amy Brenneman la serie dramática de CBS, Judging Amy como Gillian Gray. La serie terminó después de seis temporadas. Más tarde apareció en varias películas, las más notables son Secretary (2002) y Super 8 (2011). También apareció en High School Musical 2, High School Musical 3 y Sharpay's Fabulous Adventure como Darby Evans, la madre de Ryan (Lucas Grabeel) y Sharpay (Ashley Tisdale). En 2008 fue elegida para la serie True Blood de HBO como Nan Flanagan. En la cuarta temporada fue promovida a una serie regular. Apareció en la serie desde 2008 hasta 2011 y fue invitada en 2014, en la última temporada.